# Las mil y una... Américas
Las mil y una... Américas es una serie animada de televisión, producida entre 1989 y 1991 en España por BRB Internacional para celebrar los 500 años del primer viaje de Cristóbal Colón a América en el contexto del proyecto del V Centenario de la Sociedad Estatal V Centenario. La serie se centra en las aventuras de Cris, un muchacho de 10 años, y su perro Lon. Cris descubre accidentalmente un viejo libro en el ático que su abuelo trajo de un viaje. El libro hace que Cris y su perro, con la imaginación, viajen a hechos históricos de las diversas culturas que vivieron en América antes de la llegada de los españoles en 1492. La serie se ha doblado y subtitulado en inglés, español, portugués y hebreo.

## Estructura
Cada nueva aventura comienza con una pregunta más o menos retórica del hermano de Cris. Cris lo lleva, excitado, al ático a la búsqueda de la respuesta en el libro de su abuelo. Entonces, leyendo el libro son transportados a la cultura sobre la que estuviesen preguntándose y viven muchas aventuras en ella (cada capítulo con una cultura distinta).

## Episodios de las mil y una... Américas
1. El Imperio de los cuatro rumbos - los Incas Peruanos
2. Las primeras raíces - Recolectores
3. Hombre y volcanes - Tribus de la cuenca de México
4. Los adoradores del jaguar - Los Olmecas
5. La pirámide del Sol - El esplendor de Teotihuacan
6. Los dueños del tiempo - Los Mayas I
7. La ciudad del Sol agonizante - Los Mayas II
8. Los navegantes del Caribe - Culturas de las Antillas
9. Viajeros de Oriente - La cultura Valdivia
10. El rugido del jaguar - El misterio de Chavin
11. Guerreros y agricultores - Los Mochicas
12. Kalasasaya - Tiahuanaco en los Andes
13. La ciudad del barro - La cultura Chimú
14. Pueblos y nómadas - El suroeste de los EE. UU.
15. La pipa de la Paz - Indios de las praderas
16. La última oleada - Los esquimales
17. Máscaras de doble rostro - Costa noroeste norteamericana
18. Un viaje por el gran río - Amazonas
19. Habitantes de Tierra de Fuego - Mariscadores de Guanacos
20. La isla del tesoro - La cultura Tolita
21. El Dorado de Occidente - Quimbayas y Muiscas
22. Osos, lobos y tortugas - Los Iroqueses
23. Flautas sagradas - Pueblos del Alto Xingu
24. Figuras en el desierto - La cultura Nazca
25. El pueblo de la serpiente emplumada - Los Toltecas
26. El quinto Sol - Los Aztecas

## Banda sonora
En España, las sintonías de inicio (Las mil y una Américas) y cierre (Volando en tu imaginación) fueron compuestas por el dúo Cómplices (Teo Cardalda y María Monsonis) y Javier Garay, componente del grupo Mocedades, grupo encargado de interpretar las canciones.

## Los títulos alternativos
- As mil e uma Américas (Título portugués)
- Com'è grande l'America (Título italiano)
- אלף ואחת אמריקות [Elef ve'achat Amerikot] (Título israelí)
- Hiljadu i jedna Amerika (Título serbio)
- Χίλιες και μία Αμερικές (Título griego)
- 1001 amerikai (Título húngaro)
- A thousand and one... Americas (Título inglés)